# Blonde Inspiration
Blonde Inspiration é um filme de comédia estadunidense dirigido por Busby Berkeley e estrelado por John Shelton, Virginia Grey, Albert Dekker, Charles Butterworth e Donald Meek. O filme foi lançado em 7 de fevereiro de 1941 pela Metro-Goldwyn-Mayer.

## Elenco
- John Shelton ... Jonathan 'Johnny' Briggs
- Virginia Grey ... Margie Blake
- Albert Dekker ... Phil Hendricks
- Charles Butterworth ... 'Bittsy' Conway
- Donald Meek ... 'Dusty' King
- Reginald Owen ... Reginald Mason
- Alma Kruger ... Victoria Mason
- Rita Quigley ... Regina Mason
- Marion Martin ... Wanda 'Baby'
- George Lessey ... C. V. Hutchins